# Berlin, Berlin
Berlin, Berlin is een Duitse televisieserie die gemaakt is voor de ARD. De serie bestaat uit 4 seizoenen met in totaal 86 afleveringen. De serie is geschreven door David Safier.

## Inhoud
De serie gaat over Lolle (Carlotta) Holzmann die, na het eindexamen, het leven helemaal ziet zitten met haar vriend Tom. Tom vertrekt echter naar Berlijn en Lolle besluit hem achterna te gaan om zijn liefde terug te winnen. Daar aangekomen komt ze erachter dat Tom een nieuwe vriendin heeft. Uiteindelijk besluit Lolle in Berlijn te blijven wonen, waar ze een appartement deelt met haar neef Sven en met Rosalie, de ex van de nieuwe vriendin van Tom. Naast hen woont Hart, sinds de middelbare school de beste vriend van Sven.

## Rolverdeling
- Felicitas Woll: Lolle Holzmann (seizoen 1-4)
- Jan Sosniok: Sven Ehlers, Lolles neef en (soms) geliefde (seizoen 1-4)
- Matthias Klimsa: Hart, beste vriend van Sven (seizoen 1-4)
- Sandra Borgmann: Rosalie Butzke, huisgenoot (seizoen 1)
- Rhea Harder: Sarah Hermann, huisgenoot en later vriendin van Hart (seizoen 2-4)
- Matthias Schloo: Alex Weingart, vriend van Lolle (seizoen 2-3)
- Alexandra Neldel: Vero Gol-Sawatzki, vriendin van Sven (seizoen 3-4)
- Maverick Quek: Tuhan, eigenaar van de chinese snackbar om de hoek (seizoen 1-4)